# 褐紫乌头
褐紫乌头（学名：Aconitum brunneum）为毛茛科乌头属下的一个种。

## 扩展阅读
維基物種上的相關：褐紫乌头